# Rudolf Kulicke
Rudolf Kulicke (* 4. März 1903 in Reinickendorf, Landkreis Niederbarnim; † 25. Februar 1967 in Berlin) war ein deutscher Politiker (SPD).
Rudolf Kulicke besuchte eine Volksschule und wurde ungelernter Arbeiter in der Bau- und Metallindustrie. Ab 1932 war er Gartenarbeiter bei der Gemeinnützigen Siedlungs- und Wohnungsbaugesellschaft (GSW) in Berlin. 1939 machte er eine Prüfung als Gärtner. Im Zweiten Weltkrieg wurde er 1942 von der Wehrmacht eingezogen.
Nach dem Krieg trat Kulicke 1945 der SPD bei und arbeitete als Waschmeister bei der GSW. Er wurde 1952 Mitglied der Bezirksverordnetenversammlung im Bezirk Reinickendorf. Bei der Wahl 1958 wurde er in das Abgeordnetenhaus von Berlin gewählt, dem er bis 1963 angehörte.